# ۱۰۲ (قمری)
۱۰۲ (قمری)، صد و دومین سال در گاهشماری هجری قمری است. اول محرم این سال برابر با شانزدهم ژوئیه سال ۷۲۰ میلادی است.